# 八代広域行政事務組合消防本部庁舎

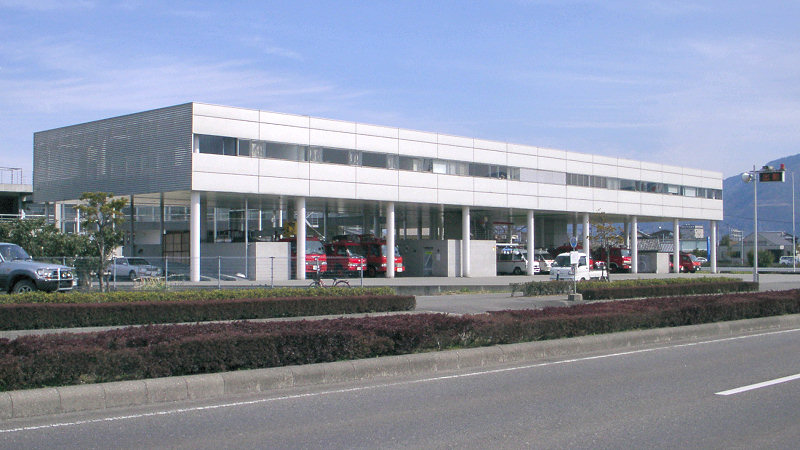
外観

八代広域行政事務組合消防本部庁舎（やつしろこういきぎょうせいじむくみあいしょうぼうほんぶちょうしゃ）は、建築家伊東豊雄の代表作でもある消防署。
- 所在地：熊本県八代市大村町
- 主体構造：鉄骨造
- 延床面積：4683.9m2

ピロティで浮いた構造の中にヴォイドが挿入されている。GA JAPANでは、藤森照信がデ・スティルや、ル・コルビュジエのドミノシステムなどの引用が「懐かしかった」と述べた。
くまもとアートポリス第1回推進賞を受賞している。